# オペラリオFC (マットグロッソ・ド・スル州)
オペラリオFC (ポルトガル語: Operário Futebol Clube) は、ブラジル・マットグロッソ・ド・スル州カンポ・グランデにホームを置くサッカークラブである。ブラジル国内にはオペラリオと名乗るクラブが他にもあるため、オペラリオ-MS (Operário-MS) と表記されることがある。
1938年8月28日にカンポ・グランデの建設業従事者によって創設された。オペラリオという名前はポルトガル語で労働者を意味する。
ブラジル中西部のクラブのなかでは全国大会で最も成功したクラブである。1977年のカンピオナート・ブラジレイロ・セリエA（ブラジル全国選手権）では3位、1979年は5位、1981年は7位となった。 カンピオナート・スル＝マトグロッセンセ（マットグロッソ・ド・スル州選手権）での優勝回数は同大会最多。マットグロッソ・ド・スル州がマットグロッソ州に含まれていた時代には、カンピオナート・マトグロッセンセ（マットグロッソ州選手権）での優勝経験もある。1982年には韓国で韓国大統領杯に優勝した。
同じ街を本拠地とする最大のライバル・コメルシアウと共に、45,000人収容のモレノン(正式名称はエスタジオ・ウニヴェルシタリオ・ペドロ・ペドロシアン) をホームスタジアムとしている。

## タイトル

### 国内タイトル
- カンピオナート・マトグロッセンセ：4回
  - 1974, 1976, 1977, 1978
- カンピオナート・スル＝マトグロッセンセ：10回
  - 1979, 1980, 1981, 1983, 1986, 1988, 1989, 1991, 1996, 1997

- 韓国大統領杯：1回
  - 1982